# Walter Lenel
Walter Lenel (* 3. August 1868 in Mannheim; † 28. April 1937 in Heidelberg) war ein deutscher Historiker.
Walter Lenel, Sohn des Mannheimer Unternehmers und Handelskammerpräsidenten Viktor Lenel, studierte Rechtswissenschaften und Geschichte an der Reichsuniversität Straßburg und wurde dort 1893 zum Dr. phil. promoviert. Von 1893 bis 1918 war er Privatgelehrter in Straßburg. Er war ein Spezialist für italienische mittelalterliche Geschichte. 1918 zog er nach Heidelberg. 1932 erhielt er eine Honorarprofessur für Geschichte an der Universität Heidelberg unter Verzicht auf Bezüge. Im April 1933 wurde er wegen seiner jüdischen Herkunft beurlaubt. Er verzichtete noch vor der Entziehung der Lehrbefugnis auf seine Honorarprofessur.
Sein Sohn war der Komponist Ludwig Lenel.

## Schriften (Auswahl)
- Studien zur Geschichte Paduas und Veronas im 13. Jahrhundert. De Gruyter, Berlin 1893.
- Die Entstehung der Vorherrschaft Venedigs an der Adria mit Beiträgen zur Verfassungsgeschichte. Trübner, Straßburg 1897.
- Venezianisch-Istrische Studien. Trübner, Straßburg 1911.